# Live with Me
"Live With Me" er en sang fra rock ‘n’ roll bandet The Rolling Stones. Den er fra deres 1969 album Let It Bleed. Sammen med "Country Honk", er den en af to sange som guitaristen Mick Taylor spillede til sin audition for bandet.
Den blev skrevet af Mick Jagger og Keith Richards, og indspilningerne til "Live With Me" begyndte i maj, 1969. 
Det var også første gang The Stones indspillede med Bobby Keys, der bidrog med at spille saxofon solo nær midten af sangen.
Bobby Keys fortalte om begyndelsen for hornblæserne og Mick Taylor:” Både hornene OG Mick Taylor havde deres debut på det dette album, på samme nummer. Til tider overser en del folk den kendsgerning, at det ikke kun var Mick (Taylor) der kom med i bandet, men det var hele den periode hvor hornblæserne også kom til. Og de forsvandt på samme tid ”
Derudover spillede Leon Russell og Nicky Hopkins begge klaver på nummeret, mens Jagger sang og Charlie Watts spillede trommerne. Mick Taylor og Richards spillede de elektriske guitarer, og derudover spillede Richards også bass i stedet for bandets officielle bass spiller Bill Wyman. Koret bestod af Richards .
Selvom den aldrig blev udgivet som single er den meget populær til live shows, og den kan høres på live albummene Get Yer Ya-Ya's Out! og No Security.

### Fodnote
1. ↑  Live with Me
2. ↑  "Live With Me – Lyrics". Arkiveret fra originalen 15. februar 2008. Hentet 2. februar 2008.